# 북서부 시리아 공세 (2019년 4월~8월)
북서시리아 공세, 또는 작전명 이들리브의 새벽(فجر إدلب),은 2019년 4월 30일 시리아 아랍군이 시리아 반군을 상대로 "대 이들리브"로 알려진 북서시리아 지역에서 개시한 작전으로, 넓게는 시리아 내전의 일부이기도 하다. 대 이들리브는 하마주 북서부와 남부 이들리브주, 그리고 북동 라타키아주로 구성되어 있다. 시리아 정부의 주요 목표는 다마스쿠스-알레포 고속도로를 다시 개통하고, 2015년 이래 반군이 점령한 이들리브 시에 대한 통제권을 회복하는 것이다. 지상 작전은 상호 진격과 치고 빠지는 공격으로 구성되어 있으며, 지상 교전과 간헐적인 포격, 그리고 공습을 통해 교전세력에게 큰 피해를 입히고 있다. 양측 모두 이 공세가 전쟁의 결과에 영향을 미칠 정도로 중요하다고 여기고 있다.
현재 시리아 정부군은 칸 샤이쿤을 비롯한 북부 하마주 지역을 점령하였으며, 알탄마를 비롯한 주요 거점을 차지했다.

## 반응

### 국제 기구
- 유엔 − 유엔 사무총장 안토니우 구테흐스는 "신속한 안정화"를 요구했다. 유엔은 이들리브에 있던 152,000명의 사람들이 공세가 시작된 4월 말부터 이산민이 되었다고 보고했다.[26] 5월 10일 금요일 독일, 벨기에, 쿠웨이트의 요청 하에 5월 10일 유엔 안전보장이사회가 개최되기로 예정되었었다.[27] 유엔 인권위원회는 5월 18일 시리아 아랍군의 휴전을 환영하는 성명을 발표했으나, 분쟁에 개입된 양측을 비판하며 "민간인들을 위험하게 실현가능한 모든 것을 하기"를 촉구했다.[28]

### 국가
- 프랑스 − 프랑스 대통령 에마뉘엘 마크롱은 폭력의 가속화에 대해 "큰 우려"를 표하며 양측이 유엔 주선의 정치적 해결책을 찾기를 촉구한다고 밝혔다.[29]
- 독일 − 독일 외교부 차관 대변인 크리스토퍼 부르거는 이들리브에서의 폭력 가속화에 대해 비난하며, "우리는 인도주의적 산업시설을 목표로 한 중폭격에 대해 비난한다"고 말했다. 그는 독일 자금을 받고 있던 몇몇 시설이 공습의 목표가 되었다는 것과 급조 폭탄에 이 시설이 여러번 공격당했다는 것을 덧붙였다. 부르거는 또한 "[테러리스트 단체에 맞선] 어떠한 군사 행동이라도 국제법을 따라야 하며 민간인들은 보호받아야 한다"라고 말했다.[30]
- 러시아 − 러시아 외교부 장관 세르게이 라브로프는 "대부분의 이들리브가 테러리스트 단체들의 통제 하에 있으며, 이들은 민간인들을 목표로 삼는 것을 지속하고 있고, 시리아군에 맞서 도발하고 있다. 이것은 용납할 수 없다"라고 말했다. 그는 [이들리브에 있는] 테러리스트들의 둥지가 뿌리뽑혀야 한다"고 생각하고 있음을 덧붙였다.[31][32] 5월 31일, 갱신된 휴전이 실패한 이후, 러시아 정부는 "시리아의 이들리브 주에서 러시아와 민간인 목표를 공격하는 것으로부터 반군을 막을 책임"은 터키의 손에 있으며, 터키가 "협상을 유지하지 않는 것"에 대해 비난했다.[33]
- 튀르키예 - 터키 국방부 장관인 훌루시 아카르는 시리아군이 아스타나 협정에 따라 역내에서 철수해야 한다고 말하며, 공세는 재앙적인 인도주의적 위기를 초래한다고 주장했다. 아카르는 러시아에게 정부군의 공세를 중단해줄 것을 요구하며 "우리는 러시아가 이들리브 남쪽에서 정부군이 그들의 공격을 멈추고 아스타나 협정에 따른 국경지역으로 되돌아가게 할 효과적이고 결정적인 조치를 취할 것이라고 예상한다.”고 덧붙였다.[34]
- 미국 - 마이크 폼페이오는 공세에 관해 "이들리브에서의 어떠한 주요 작전은 무모한 분쟁의 가속화가 될 것이다"라고 말했다. 다른 기관에서는 공세는 그곳에 살고 있는 지역 주민들과 국내 이산민들에게 "재앙적인 시나리오"라고 주장했다.[35] 6월에 도널드 트럼프 대통령은 세계는 이 학살을 지켜보고 있다. 목적은 무엇이며, 당신은 무엇을 얻을 것인가? 멈춰라!"라고 트윗했다.[36]
- 인도 - 5월 22일 다마스쿠스로의 공식 방문에서, 인도 외무부의 공무원은 "시리아의 주권과 영토 통합을 존중할 필요성에 대해 다시 확인했음"을 알리며, "모든 종류의 테러리즘"을 비난하고 전후 시리아의 재건을 함께 해 나갈 것을 결의했다는 보고서를 발표했다.[37]
- 시리아 - 유엔의 시리아 영구대표인 바샤르 자아파리는 5월 23일 시리아 정부가 "테러리즘과 맞서싸우고 그 위험으로부터 시민들을 보호하는 것을" 계속할 것이라고 말했다, 그는 시리아 정부가 "테러리스트 단체가 포위하고 있는 지역의 안보와 안정화를 회복하기 위해" 노력하고 있으며, 유엔 시리아 특별 감찰단과 협력하여 일하고 있음을 덧붙였다.[38]
- 쿠바 - 쿠바 외교부 차관인 아나얀시 로드리게즈 카메요는 "그녀의 국가가 8년간의 테러리스트 전쟁에 직면한 시리아를 확고히 지지하고 있음"을 확인시켰다.[39]
- 중화인민공화국 - 시리아 외교부 왈리드 알모알렘과 중국 국가부주석 왕치산이 6월 17일 베이징에서 공식 만남을 가졌고, 중국 외교부 장관 왕이를 초대했다. 부주석 왕치산은 중화인민공화국이 [시리아에서] 테러리스트들의 손에 파괴되었던 것을 재건하는 것을 확약했고, 시리아의 주권, 독립성과 영토적 통합에 대한 중국의 지지를 확약했다. 그는 중국이 절대적으로 시리아 국내 문제에 외국이 개입하는 것을 거부한다고 덧붙였다.[40][41]
- 아르메니아 - 6월 12일부터 15일까지, 아르메니아의 시리아 대사는 공세의 영향을 받은 시리아 북서지역을 방문하고 라타키아주의 주지사와 시리아계 아르메니아인 공동체와 케사브 등을 방문했다. 그는 북서시리아 지역에 위치한 아르메니아 공동체를 대우하는 진심과 관용과 같이 그가 본것에 대해 시리아 정부에게 감사를 표현했다.[42]
- 벨라루스 - 벨라루스 대사는 벨라루스 독립 기념일인 7월 3일, 벨라루스는 "테러리스트들이 몇 년 간 개시한 공격에 맞선 시리아 인민들 및 지도자들과 함께 언제나 서 있을 것"이라며 지지를 표명했다.[43]
- 오만 - 오만 외교부 장관 유수프 빈 알라위 빈 압둘라는 시리아 대통령 바샤르 알아사드와 외교부 장관 왈리드 무알렘을 7월 7일 만났다. 비공식 회담에서 오만 외교부 장관은 알라위가 오만의 술탄으로부터 시리아 대통령에게 환영을 전달했으며, "역내 안정화와 안보를 회복하는" 노력을 증강시키는 것과 오만-시리아 관계를 증강시키는 것에 대해 이야기를 나누었다고 전달되었다.[44][45]

## 같이 보기
- 북서시리아 공세 (2019년 12월~2020년 3월)